# 580123 Gedek
580123 Gedek este o planetă minoră (asteroid) din centura de asteroizi. A fost descoperită pe 8 septembrie 2012 la  de . 
Obiectul prezintă o orbită caracterizată de o semiaxă mare de 2,7850011899293 UAi, o excentricitate de 0,090450811461031, o înclinație de 12,225175399233 ° în raport cu ecliptica.